# Liste des dirigeants des gouvernorats tunisiens
Cette page dresse la liste des dirigeants actuels des 24 gouvernorats tunisiens. Les gouvernorats sont dirigés par un gouverneur, équivalent du préfet.

## Gouverneurs
| Gouvernorat | Nom                  | Nomination       |
| ----------- | -------------------- | ---------------- |
| Ariana      | Walid Sandid         | 8 septembre 2024 |
| Béja        | Ahmed Ben Kharrat    | 8 septembre 2024 |
| Ben Arous   | Abdelhamid Boukadida | 12 mai 2025      |
| Bizerte     | Salem Ben Yacoub     | 8 septembre 2024 |
| Gabès       | Radhouane Nsibi      | 8 septembre 2024 |
| Gafsa       | Slim Frouja          | 8 septembre 2024 |
| Jendouba    | Taieb Dridi          | 27 mai 2025      |
| Kairouan    | Dhaker Bargaoui      | 8 septembre 2024 |
| Kasserine   | Zied Trabelsi        | 8 septembre 2024 |
| Kébili      | Moez Laabidi         | 8 septembre 2024 |
| Le Kef      | Walid Kabbia         | 8 septembre 2024 |
| Mahdia      | Anis Laadhari        | 8 septembre 2024 |
| La Manouba  | Mahmoud Chouaib      | 8 septembre 2024 |
| Médenine    | Walid Tabboubi       | 8 septembre 2024 |
| Monastir    | Issa Moussa          | 8 septembre 2024 |
| Nabeul      | Hana Chouchani       | 8 septembre 2024 |
| Sfax        | Mohamed Hajri        | 8 septembre 2024 |
| Sidi Bouzid | Faycel Bessaoudi     | 8 septembre 2024 |
| Siliana     | Khaled Ouaari        | 8 septembre 2024 |
| Sousse      | Sofiane Tanfouri     | 8 septembre 2024 |
| Tataouine   | Amir Gabsi           | 8 septembre 2024 |
| Tozeur      | Chahine Zribi        | 8 septembre 2024 |
| Tunis       | Imed Boukhris        | 8 septembre 2024 |
| Zaghouan    | Karim Beranji        | 8 septembre 2024 |